# Mr Love: Queen's Choice
Mr Love: Queen's Choice (恋とプロデューサー?, Koi to Purodyūsā) è un videogioco mobile gacha otome cinese. Da esso è stata tratta una serie televisiva anime prodotta da MAPPA e diretta da Munehisa Sakai basata sull'omonimo.

## Trama
Dopo la morte del padre, una ragazza eredita una società sull'orlo della bancarotta. Per salvare l'azienda, la ragazza incontra quattro potenziali fidanzati, ma rimane coinvolta in una cospirazione associata a misteriosi superpoteri, gli "evol".

## Anime
La serie ha debuttato in Giappone il 15 luglio 2020, mentre e l'ultimo episodio è stato trasmesso il 30 settembre 2020.

### Episodi
| Nº | Giapponese 「Kanji」 - Rōmaji                 | In onda           | In onda |
| Nº | Giapponese 「Kanji」 - Rōmaji                 | Giapponese        |         |
| 1  | 「はじまりの絆」 - Hajimari no kizuna         | 15 luglio 2020    |         |
| 2  | 「風吹く時に」 - Kaze fuku toki ni            | 22 luglio 2020    |         |
| 3  | 「追憶の味」 - Tsuioku no aji                 | 29 luglio 2020    |         |
| 4  | 「闇の中の鍵」 - Yami no naka no kagi         | 5 agosto 2020     |         |
| 5  | 「琥珀色の風」 - Kohakushoku no kaze          | 12 agosto 2020    |         |
| 6  | 「その夢の向こう」 - Sono yume no mukō        | 19 agosto 2020    |         |
| 7  | 「繋がった記憶」 - Tsunagatta kioku           | 26 agosto 2020    |         |
| 8  | 「404号室」 - 404-Gōshitsu                    | 2 settembre 2020  |         |
| 9  | 「モノクローム」 - Monokurōmu                 | 9 settembre 2020  |         |
| 10 | 「別れの夜明け」 - Wakarenoyoake              | 16 settembre 2020 |         |
| 11 | 「めぐる時の果てに」 - Meguru toki no hate ni | 23 settembre 2020 |         |
| 12 | 「絆」 - Kizuna                               | 30 settembre 2020 |         |